# Takada Kazumi
Takada Kazumi (Sizuoka, 1951. június 28. – 2009. október 1.) japán válogatott labdarúgó.

## Nemzeti válogatott
A japán válogatottban 16 mérkőzést játszott.

## Statisztika
| Japán válogatott | Japán válogatott | Japán válogatott |
| Időszak          | Mérk.            | gól              |
| ---------------- | ---------------- | ---------------- |
| 1970             | 4                | 0                |
| 1971             | 0                | 0                |
| 1972             | 5                | 0                |
| 1973             | 3                | 0                |
| 1974             | 0                | 0                |
| 1975             | 4                | 0                |
| Összesen         | 16               | 0                |